# 上恩索克國家公園
1°10′N 11°07′E / 1.16°N 11.12°E

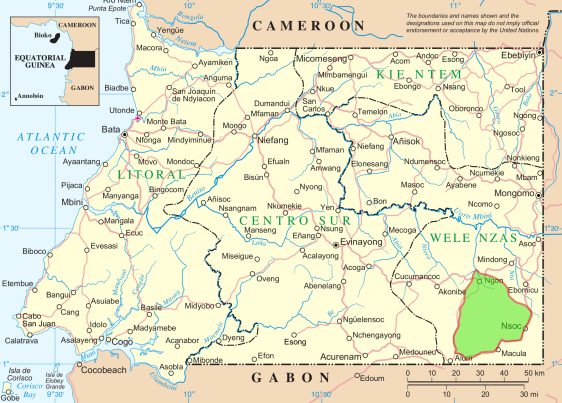

上恩索克國家公園是赤道幾內亞的國家公園，位於該國東部韋萊-恩薩斯省，始建於2000年，面積700平方公里，有黑猩猩、大猩猩、黑疣猴、水牛等野生動物棲息。